# Brina Svit

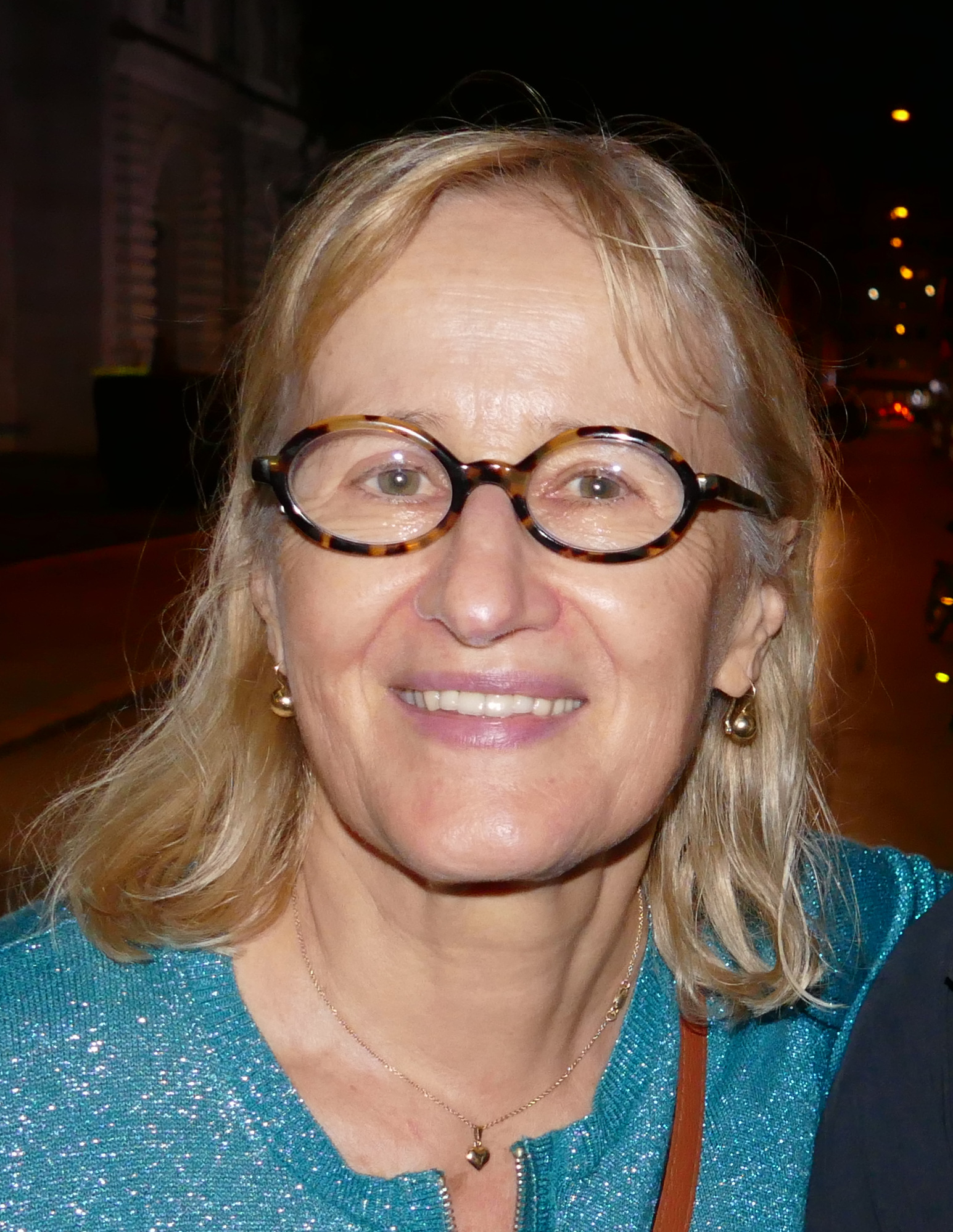
Brina Svit, 2021

Brina Švigelj-Mérat (Künstlername Brina Svit; * 31. Mai 1954 in Ljubljana, SFRJ) ist eine slowenisch-französische Schriftstellerin.

## Leben
Brina Svit studierte Französisch und Vergleichende Literaturwissenschaft an der Philosophischen Fakultät der Universität Ljubljana. Zusätzlich studierte sie Schauspiel an der Akademie für Theater, Radio, Film und Fernsehen, wo sie ihren damaligen Lebenspartner, einen Franzosen, kennenlernte, mit dem sie 1980 nach Paris zog. Dort hat sie seither ihren Lebensmittelpunkt. Zwischen 1985 und 1987 erhielt sie ein Stipendium des französischen Kulturministeriums. In den 80-ern schrieb sie Texte für die Spielfilme Nikola (1989, gemeinsam mit Brigitte Fontaine) und Le Balcon (dt. Der Balkon mit Anémone, 1990), in denen sie selbst mitspielte, sowie in einem Dokumentarfilm namens Jeanne à Zerline über die Schauspielerin Jeanne Moreau. Für die slowenische Tageszeitung Delo verfasste sie etwa 30 Jahre lang Interviews, Zeitungsartikel und andere Texte. In dieser Zeit arbeitete sie auch mit der slowenischen Rundfunkanstalt RTV Slovenija zusammen.

## Literarisches Werk
Ihre ersten Werke veröffentlichte Svit auf Slowenisch. 1984 veröffentlichte sie ihren Debütroman April; 1998 ihre Korrespondenz mit dem Fotografen Peter Kolšek unter dem Titel Navadna razmerja (Gewöhnliche Liebschaften). Mit dem Roman Con brio (1998, dt. Übersetzung Con brio: Ein Liebesroman, 2002) gelang ihr der Durchbruch sowohl in Slowenien als auch in ihrer Wahlheimat; der Roman wurde bei Gallimard in französischer Übersetzung publiziert und in weitere Sprachen übersetzt. In Slowenien schaffte er es auf die Shortlist des Kresnik-Preises. Nachdem sie bereits 2001 eine Geschichte auf Französisch in der Zeitung Le Monde publiziert hatte, verfasste sie mit Moreno 2002 erstmals einen Roman auf Französisch. Da sie mit dessen Übersetzung ins Slowenische nicht zufrieden war, entschloss sie sich darüber hinaus, ihre Romane von nun an zusätzlich selbst auf Slowenisch, also parallel in zwei Sprachen, zu verfassen.
In ihren Werken greift Brina Svit insbesondere Aspekte der Mehrsprachigkeit und des Fremdseins in einem mehrsprachigen Umfeld auf. Oft stehen die Berührungspunkte und Verstrickungen verschiedener Kulturen sowie damit verbundene persönliche Dilemmata im Zusammenhang mit Kultur, Sprache und Nationalität im Mittelpunkt. Viele ihrer Charaktere haben zwei Heimaten und denken über ihre Identität nach, begegnen Neuem und Anderem allerdings mit Wertschätzung und Offenheit. Die Literaturwissenschaftlerin Silvija Borovnik nennt Brina Svit daher in einer Reihe slowenischer Autoren mit zwei- und mehrsprachigem Identitätsbewusstsein, zu denen auch beispielsweise Erica Johnson Debeljak, Maja Haderlap und Goran Vojnović gehören.
Innerhalb dieses Themenspektrums überschreitet Svits Literatur auch die Grenze zum Dokumentarischen. So widmet sich der Roman Visage slovène / Slovenski obraz (2013, Das slowenische Gesicht) den Schicksalen derjenigen Slowenen, die nach dem Zweiten Weltkrieg aus dem nunmehr kommunistischen Jugoslawien nach Argentinien flohen und auf der anderen Seite des Atlantiks eine Gemeinschaft mit eigenen kulturellen und anderen Einrichtungen schufen. In ihrem neuesten Roman, Le dieu des obstacles / Ne želi si lahke poti (2021), behandelt sie die Perspektiven von Menschen aus verschiedenen Kulturkreisen auf die COVID-19-Pandemie.

## Werke
- April (1984). Ljubljana: Mladinska knjiga.
- Navadna razmerja (1998) Ljubljana: Cankarjeva založba.
- Con Brio (1998). Ljubljana: Nova revija.
  - dt. Con brio: Ein Liebesroman. Aus dem Slowenischen übersetzt von Astrid Philippsen und Nadja Tomšič. Wien: Zsolnay, 2002.
- Smrt slovenske primadone (2000). Ljubljana: Mladinska knjiga.
- Moreno. Coll. Blanche (2003). Paris: Gallimard. | Moreno. Ljubljana: Cankarjeva založba, 2003.
  - dt. Moreno. Eine richtige Liebesgeschichte (2005). Aus dem Französischen übersetzt von Judith Klein. München: C.H.Beck, 2005.
- Un cœur de trop. (2006). Paris: Gallimard. | Odveč srce. Ljubljana: Cankarjeva založba, 2006.
- Coco Dias ou La Porte Dorée.(2007). Paris: Gallimard. | Coco Dias ali Zlata vrata. Ljubljana: Cankarjeva založba, 2008.
- Petit éloge de la rupture (2009). Paris: Gallimard. | Hvalnica ločitvi. Ljubljana: Cankarjeva založba, 2011.
- Une nuit a Reykjavík. Paris: Gallimard (2011). | Noč v Reykjaviku. Ljubljana: Cankarjeva založba, 2013.
- Visage slovène. (2013). Paris: Gallimard. | Slovenski obraz. Ljubljana: Cankarjeva založba, 2014.
- Nouvelles définitions de l'amour (2017). Paris: Gallimard. | Nove definicije ljubezni. Ljubljana: Cankarjeva založba, 2020.
- Le dieu des obstacles (2021). Paris: Arlea. | Ne želi si lahke poti. Novo mesto: Goga, 2021.

## Auszeichnungen
- 2003: Prix du Rayonnement de la langue et de la littérature françaises für Moreno.
- 2006: Maurice-Genevoix-Preis der Académie française für Un cœur de trop.
- 2011: Madeleine-Zepter-Literaturpreis für Une nuit a Reykjavik.